# 10 Białomorska Dywizja Piechoty
10 Białomorska Dywizja Piechoty (bułg. Десета пехотна беломорска дивизия) – bułgarski związek taktyczny  okresu Trzeciego Carstwa z lat 1912–1913 i 1915–1920.
Sformowana w 1912 jako 10 Dywizja Zbiorcza i po zakończeniu II wojny bałkańskiej w 1913 rozformowana. W 1915 sformowana ponownie jako 10 Białomorska DP. Rozformowana w 1920.  

## Formowanie i działania
Dywizja w czasie I wojny bałkańskiej wzięła udział w walkach w składzie 1 Armii, a w II wojnie bałkańskiej jej 1 BP znalazła się w strukturach 2 Armii, a 2 BP w 5 Armii.
Napięte stosunki międzynarodowe na Bałkanach spowodowały, że car Bułgarii Ferdynand I 30 września 1912 ogłosił powszechną mobilizację. Już w chwili ogłoszenia mobilizacji, na bazie trzecich brygad piechoty 1 Sofijskiej i 6 Bdinskiej Dywizji Piechoty, sformowano na potrzeby 1 Armii 10 Zbiorczą Dywizję Piechoty.
30 lipca 2013 w Bukareszcie rozpoczęły się rokowania pokojowe, a dzień później weszło w życie zawieszenie broni kończące II wojnę bałkańską. Po podpisaniu pokoju w Bukareszcie car Ferdynand I ogłosił demobilizację armii. Utworzona w czasie wojen bałkańskich na obszarach wyzwolonych 10 Zbiorcza Dywizja Piechoty została przemianowana na 10 Białomorską DP i włączona w skład Armii.
W związku z utrzymującym się napięciem w stosunkach z Wysoką Portą, w połowie sierpnia 1913 dywizja została skoncentrowana na południowo-wschodnim odcinku granicy w składzie liczącego około 43 000 żołnierzy zgrupowania operacyjnego. Z chwilą podjęcia rozmów pokojowych z Imperium Osmańskim liczba żołnierzy stopniowo ulegała redukcji, a 10 DP została skierowana do zabezpieczenia procesu przejęcia terenów zachodniej Tracji. Tam też pozostała przechodząc na etaty pokojowe.

### I wojna światowa
W świetle narastającego zagrożenia wojennego, na początku lipca 1914 w sztabie Armii Bułgarskiej rozpoczęto prace nad uaktualnieniem planów mobilizacyjnych. Ogłoszone w marcu 1915 wytyczne w sprawie mobilizacyjnego rozwinięcia jednostek przewidywały zmobilizowanie w Dywizji sztabu, czterech pułków piechoty, dwóch pułków marszowych, dwóch pułków pospolitego ruszenia, pułku etapowego oraz pododdziałów zabezpieczenia. Pułk artylerii przechodził na etat dwupułkowej brygady artylerii. Do dywizji miał zostać także przydzielony batalion inżynieryjny. Pierwszym dniem mobilizacji był 24 września 1915. Po zmobilizowaniu dywizja w składzie 16 batalionów piechoty, pięć i ½ szwadronu kawalerii oraz 12 baterii artylerii, wspólnie z 8 pułkiem kawalerii, 10 pułkiem pospolitego ruszenia, 10 pułkiem łączności przewodowej, trzema batalionami straży granicznej oraz siłami zgromadzonymi w garnizonie Dedeagacz miała być w gotowości do odparcia ewentualnego desantu morskiego od strony Morza Egejskiego.
Na początku 1916, po konferencji w Niszu, dowództwo niemieckie wycofało gros swoich jednostek z Bałkanów, a wojska bułgarskie zostały rozmieszczone nad granicą grecką blokując oddziały Ententy zgrupowane w Salonikach. Na południu rozmieszczona była 10 Białomorska DP, a jej zadanie pozostawało bez zmian – obrona wybrzeża Morza Egejskiego.
10 sierpnia, po trwającym dwa dni ostrzale artyleryjskim, wojska Ententy przeszły do działań zaczepnych na odcinku między rzeką Wardar a jeziorem Dojran. Mimo dużych strat, 2 BP ze składu 2 Trackiej DP odparła zarówno tan atak jak i natarcia prowadzone w dniach następnych. Sukces ten skłonił bułgarskie dowództwo do przeprowadzenia operacji zaczepnej siłami 1. i 2 Armii. 17 sierpnia natarcie na kierunku trackim rozpoczęła 2 Armia. Wobec słabego oporu wojsk Ententy w ciągu sześciu dni jej oddziały, wzmocnione 10 Białomorską DP, zmiotły jednostki francuskie, opanowały wschodni brzeg Strumy i zajęły trzy ważne miejscowości: Serres, Dramę i Kawalę. Znajdujące się tu oddziały IV Korpusu greckiego w liczbie około 7000 żołnierzy nie podjęły walki z Bułgarami i zostały internowane. 23 sierpnia bułgarskie oddziały zakończyły działania zaczepne na tym odcinku frontu i przeszły do obrony wzdłuż rzeki Strumy.
30 września 1918 weszło w życie zawieszenie broni, a 4 października car Borys III podpisał dekret o powszechnej demobilizacji żołnierzy armii czynnej. Kolejne akty prawne wyłączyły z niej 10 DP. a jej oddziały zostały skierowane do ochrony granicy w obawie przed ewentualną agresją ze strony Imperium Osmańskiego.
W lipcu 1919 skadrowano w dywizji jeden pułk piechoty. W tym czasie dywizja posiadała trzy pułki piechoty (w tym jeden pułk skadrowany), pułk artylerii, batalion inżynieryjny, szpital polowy i kompanię intendencką.